# Nureddin Tarraf
Nureddin Tarraf, ägyptisch-arabisch Nour El-Deen Tarraf (arabisch نور الدين طراف; * 1910; † 23. Mai 1995), war ein ägyptischer Politiker und unter Gamal Abdel Nasser der Vorsitzende des Exekutivrates der Südlichen Region der Vereinigten Arabischen Republik.
Von 1952 bis 1958 und im Jahre 1961 hatte Nureddin Tarraf den Posten des Gesundheitsministers inne. Als Vorsitzender des Exekutivrates war Tarraf der erste zivile Premierminister nach Abschaffung der ägyptischen Monarchie. 
Verheiratet war Nureddin Tarraf mit Anisa Hefny, Professorin für Kinderheilkunde am zur medizinischen Fakultät der Universität Kairo gehörenden Kasr-El-Aini-Krankenhaus. Zwei ihrer Söhne wurden ebenfalls als Professoren tätig. 
| Personendaten    | Personendaten |
| ---------------- | --- |
| NAME             | Tarraf, Nureddin                                                                                                  |
| KURZBESCHREIBUNG | ägyptischer Politiker und Vorsitzender des Exekutivrates der Südlichen Region der Vereinigten Arabischen Republik |
| GEBURTSDATUM     | 1910 |
| STERBEDATUM      | 23. Mai 1995 |
| STERBEORT        | Kairo |